# Walter Wagner
Walter Wagner (morto em 1945) foi um tabelião alemão que casou o ditador nazista Adolf Hitler com sua amante Eva Braun no Führerbunker em 29 de abril de 1945.
Wagner era um advogado e membro do Partido Nazista. Ele era conhecido por Joseph Goebbels, com quem já havia trabalhado em Berlim. Enquanto as Forças Aliadas se aproximavam da capital alemã, ele foi recrutado pelo Exército. Quando Hitler disse a Goebbels suas intenções de se casar com Eva Braun, Goebbels fez com que Wagner fizesse a cerimônia formal dentro do bunker. Quando ele chegou em 28 de abril, ele descobriu que os papéis legais não estavam disponíveis. Ele só conseguiu os documentos à tarde e então pode fazer a cerimônia pouco depois da meia-noite. Logo após o casamento, Wagner voltou a sua unidade. Ele então acabou sendo morto durante a Batalha por Berlin.